# 中島沙樹
中島沙樹（日语：／ Nakajima Saki，1978年9月1日—），日本女性聲優。出身於埼玉縣，O型血。現隸屬於東京俳優生活協同組合經紀公司。

## 人物
- 興趣是做麵包。
- 特技是直笛演奏，並擁有書法檢定4級資格。
- 大學時期曾參加舞蹈社。
- 愛車是本田Civic。
- 喜歡的日本職棒球隊是讀賣巨人。
- 根據嘉數由美的描述，她不但是個手機通，也非常熟悉電腦方面的知識。
- 是T.M.Revolution的超級粉絲。西川貴教擔任節目主持人的日本放送廣播節目曾舉辦過名為「（Miss Listener Contest）」的聽眾女王選拔賽，當時她雖然有報名參加，但是在進行第4輪選拔之前就自動放棄。

## 經歷
- 小時候因為觀賞電視動畫而對聲優相當崇拜。
- 在高中時期，未來的志向是要成為一位空中小姐。（來自線上廣播節目「Radio To Heart2」的訪談內容）
- 參加了聲優經紀公司ARTSVISION所主辦的「（公費新人徵選活動）」並且順利當選，於是以特等生的身份進入ARTSVISION旗下的聲優培育機構「（日本旁白演技研究所）」。從研究所畢業之後的她便直接屬於ARTSVISION旗下聲優。
- 1998年，電視動畫《快傑蒸氣偵探團 TV ANIMATION SERIES》的護士角色是她第一個配音角色。
- 2002年，電視動畫《東京喵喵》的女主角桃宮草莓是她第一個主要配音角色。
- 2002年12月，她和望月久代共同出席了在安利美特池袋分店所舉辦的「Studio Pierrot 2002動畫影展」，翌年也再度出席了「Studio Pierrot創立25週年紀念活動」。
- 2003年12月，宣告離開ARTSVISION。2004年2月正式入主另一家聲優經紀公司東京俳優生活協同組合。
- 2004年10月，為了搭配電視動畫的開播，而和同時出演的聲優河原木志穗、歌手美彌乃靜共同組成了三人女子歌唱團體（KACHU-SYA，髮箍之意）。名稱來源如下：
河原木志穗的『河』日文發音 → ka
中島沙樹的『中』日文發音 → chu
3人組合的『3』日文發音 → s
美彌乃靜的『彌』日文發音 → ya
合併起來，就是『kachu-sya』
- 2004年，和稻村優奈一同參與「仙境傳說 夢想巨蛋 ～史上最大祭典～」的活動。
- 2005年，和稻村優奈一同組成二人歌唱組合「sandy」（從Saki AND Yuuna所取名）
- 2006年8月26日，在池袋Sunshine會館所舉行的電視動畫《MAR魔兵傳奇》造勢活動「（MAR祭典）」中，和同樣出演劇中角色的熊井統子、齋賀光希、小野坂昌也等人共同出席。
- 2006年11月12日，參與電視動畫《草莓危機》的造勢活動「聖阿絲特勒艾亞共同文化祭」。在這個活動中，她在表演舞台上和其他聲優同場競技並且幸運奪下冠軍，因而當選為「閃星」。事後她前往某個錄音間，去和原本為動畫版「閃星」、當天卻不克出席的生天目仁美見面，並且請生天目仁美親自為她披上活動冠軍的獎品「（你是閃星）」肩帶以及皇冠。最後一同拍下值得紀念的雙人照。[1]
- 2007年3月4日，應合演《MAR魔兵傳奇》的石毛佐和之邀，在石毛佐和的歌手朋友的現場演唱會上登台演出。
- 2015年1月11日與日野聰結婚。

## 演出作品
※粗體字表示說明飾演的主要角色。

### 電視動畫
1998年
- 快傑蒸汽偵探團 TV ANIMATION SERIES（護士A）

2000年
- 六門天外（精靈）

2002年
- 東京喵喵 (2002年版)（桃宮草莓）
- Duel Masters（黃昏美美）
- 超重神GRAVION Zwei（迪卡）

2004年
- 下級生2～瞳孔中的少女們～（高遠七瀨）
- 北方戀曲～Diamond Dust Drops～（第8話的女服務生）
- Duel Masters Charge（黃昏美美）
- 名偵探柯南第383話《2小時特別編 滿席大甲子園！看不見的夏季惡魔》（球場廣播員）
- BLEACH（本匠千鶴）
- 仙境傳說 RAGNAROK THE ANIMATION（艾莉絲）

2005年
- 美少女學園（屁糞葛君、女教師）
- ToHeart2（笹森花梨）
- MAR魔兵傳奇（桃樂絲）

2006年
- Canvas2～彩虹色的圖畫～（女孩）
- 草莓狂熱（源千華留）
- 無敵看板娘（遠藤若菜）

2007年
- 月面兔兵器米娜（早苗杜鵑＝皐月米娜）
- 0 Duel Masters（黃昏美美）
- 麵包超人（可頌公主）
- 帝托拉傳奇（ティラ）
- 旋風管家（貴嶋沙希、大河內大河）
- 藍龍（布凱）
- 羅密歐×茱麗葉（第6話的女孩子）

2008年
- 藍龍  天界的七龍（布凱）
- 楚楚可憐超能少女組（小鹿佳子）

2009年
- 旋风管家 第二季（貴嶋沙希、大河內大河）

2011年
- Rio RainbowGate!（ティファニー・アボット）
- 少年同盟（小香老師）

2012年
- 少年同盟2（小香老師）
- 旋風管家！CAN'T TAKE MY EYES OFF YOU（貴嶋沙希）

2013年
- 旋風管家！Cuties（貴嶋沙希）

2014年
- 名偵探柯南（龜山麗香）
- 我們大家的河合莊（前村）
- 大圖書館的牧羊人（望月真帆）
- 哆啦A夢（電話的聲音）

2015年
- 偵探歌劇 少女福爾摩斯 TD（絹宮咲子）
- 俺物語！！（女同學1）

2019年
- 環戰公主（笠原美由紀[2]）

2023年
- 東京喵喵 NEW（桃宮櫻[3]）

### OVA
1999年
- 卒業M（記者）

2007年
- Gift
- ToHeart2（笹森花梨）

2008年
- ToHeart2ad（笹森花梨）

2009年
- ToHeart2 adplus（笹森花梨）
- 旋風管家！！夏天好熱呀泳裝篇！（貴嶋沙希）

2010年
- ToHeart2 adnext（笹森花梨）

2012年
- ToHeart2 迷宮旅人（笹森花梨）

### 劇場版
1999年
- （辣妹）

2005年
- 劇場版決鬥大師 闇城的魔龍凰（黃昏美美）

2009年
- 劇場版決鬥大師 黑月的神帝（黃昏美美）

2010年
- 劇場版決鬥大師 火焰的羈絆XX！！（黃昏美美）

2011年
- 劇場版 旋風管家 HEAVEN IS A PLACE ON EARTH（貴嶋沙希）

### 遊戲
2004年
- ToHeart2（笹森花梨）
- 愛情泡泡糖（芽生菖蒲）

2005年
- 愛情泡泡糖 -final fandisk-（芽生菖蒲）
- 影牢II -Dark illusion-（艾莉西亞）

2006年
- 草莓危機（源千華留）
- 純愛咖啡廳（高村光惠）
- finaist（薄野真沙穗）

2009年
- ToHeart2 PORTABLE（笹森花梨）

2010年
- 星空幻想Online（蘿拉、羅貝蓮亞、艾莉特、美美、珂貝特）

2011年
- 處女愛上姊姊 2人的姊姊（七七原薫子）
- ToHeart2 迷宮旅人（笹森花梨）
- ToHeart2 DX PLUS（笹森花梨）

2012年
- Heartful Simulator PACHISLOT ToHeart2（笹森花梨[4]）
- AQUAPAZZA（柏木梓）

2013年
- 神咒神威神樂 曙之光（久雅龍膽）
- ToHeart 心動派對（笹森花梨）

2014年
- 穢翼的尤斯蒂婭 Angel's blessing（莉莎[5]）
- 迷宮旅人2 王立圖書館與魔物封印（笹森花梨）
- 美夢俱樂部 Gogo.（櫻華）

2015年
- 大圖書館的牧羊人 -Library Party-（望月真帆[6]）
- 勇氣之劍×火焰之魂[7]

2017年
- 星之海洋：記憶（賽莉奴·朱雷斯）
- 千之刃濤、桃花染之皇姬（稻生滸[8]）

2018年
- 參千世界遊戲 〜Re Multi Universe Myself〜（中島友惠[9]、中原靜）

2021年
- 受讚頌者 LOST FLAG（アズエル[聖夜の立役者]）

## 外部連結
- http://lovely-angel.com/（页面存档备份，存于）（日語）
- 事務所公開簡歷（日語）
- 中島沙樹的X（前Twitter）（日語）